# Joseph Le Bon
Joseph Le Bon (25. září 1765, Arras – 16. října 1795 tamtéž) byl francouzský revolucionář.

## Životopis
Joseph Le Bon navštěvoval školu oratoriánů, poté byl vysvěcen na kněze a v lednu 1791 složil přísahu na civilní ústavu duchovenstva. Poté působil jako pastor ve Vernois u Beaune a v Neuville-Vitasse.
Le Bon, osobní přítel Maximiliena Robespierra, byl 10. června 1792 po útoku na Tuileries zvolen starostou Arrasu. V září 1792 byl za departement Pas-de-Calais zvolen jako náhradník poslance do Národního konventu. Od 1. července 1793 postoupil na jeho místo v parlamentu a stal se členem Hory. Le Bon jmenovaný jakožto zástupce na misi působil v srpnu 1793 v departementu Somme a od října 1793 spolu se svým švagrem Augustinem Alexandrem Darthé v departementech Pas-de-Calais a Nord. Oba tam nastolili Hrůzovládu jakobínů. Le Bon zřídil nový revoluční tribunál, v němž sám jmenoval soudce a členy poroty. Proti podezřelým používal násilí a nechal jich stovky zatknout a předvést před revoluční tribunál, včetně mluvícího papouška, který uměl volat longue vie au roi (ať dlouho žije král). Na konci jeho hrůzovlády bylo ve vězení asi 1000 lidí a více než 550 lidí bylo popraveno.
Le Bon působil do 10. července 1794 jako předseda revolučního tribunálu v Cambrai. Po Thermidorském převradu (27. července 1794) byla proti němu vznesena závažná obvinění, načež byl 2. srpna 1794 zatčen. Poté, co strávil asi 14 měsíců ve vězení, byl Le Bon postaven před soud. Před soudem opakovaně protestoval, že je nevinný a že pouze plnil příkazy Výboru pro veřejné blaho. Odmítl také většinu obvinění proti němu. U soudu opakovaně řekl, že byly ukradeny důkazy v jeho prospěch, aby byl vylíčen jako jediný obětní beránek. Dne 11. října 1795 však byl odsouzen k smrti jako zločinec a popraven v Arrasu dne 16. října za účasti velkého množství osob.